# Doxocopa thaumas
Doxocopa thaumas är en fjärilsart som beskrevs av Bates 1864. Doxocopa thaumas ingår i släktet Doxocopa och familjen praktfjärilar. Inga underarter finns listade i Catalogue of Life.